# Olekszandr Olekszandrovics Petruszenko
Olekszandr Olekszandrovics Petruszenko (ukránul: Олександр Олександрович Петрусенко; Kijev, 1998. március 26. –) ukrán korosztályos válogatott labdarúgó, az Istra 1961 játékosa.

## Pályafutása

### Klubcsapatokban
2006 és 2016 között a kijevi 15. sz. sportiskola korosztályos csapataiban nevelkedett. Ezt követően a Dinamo Kijiv szerződtette. 2019 nyarán próbajátékon járt a Metaliszt 1925 csapatánál. de nem írt alá, hanem visszatért Kijevbe. Szeptemberben szabadon igazolhatóvá vált. Októberben a Hirnik csapatába igazolt. 2020–21-es téli átigazolási időszakban elhagyta a klubot. 2021 januárjában a Minaj csapata igazolta le. Február 13-án mutatkozott be a bajnokságban a Lviv csapata ellen. 2022. január 11-én a magyar Budapest Honvéd jelentette be a szerződését. 2022. augusztus 4-én a horvát Istra 1961 csapatához igazolt.

### A válogatottban
2016 augusztusában mutatkozott be az U19-es válogatottban. 2018. november 16-án mutatkozott be az U21-esek között Grúzia ellen kezdőként.

## Statisztika

### Klubcsapatokban
2022. augusztus 4-i állapotnak megfelelően.
| Klub            | Szezon   | Bajnokság            | Bajnokság | Bajnokság | Kupa  | Kupa  | Nemzetközi | Nemzetközi | Egyéb | Egyéb | Összesen | Összesen |
| Klub            | Szezon   | Bajnokság            | Mérk.     | Gólok     | Mérk. | Gólok | Mérk.      | Gólok      | Mérk. | Gólok | Mérk.    | Gólok    |
| --------------- | -------- | -------------------- | --------- | --------- | ----- | ----- | ---------- | ---------- | ----- | ----- | -------- | -------- |
| Hirnik          | 2019–20  | Ukrán First League   | 14        | 0         | 0     | 0     | —          | —          | —     | —     | 14       | 0        |
| Hirnik          | 2020–21  | Ukrán First League   | 14        | 0         | 3     | 0     | —          | —          | —     | —     | 17       | 0        |
| Hirnik          | Összesen | Összesen             | 28        | 0         | 3     | 0     | 0          | 0          | 0     | 0     | 31       | 0        |
| Minaj           | 2020–21  | Ukrán Premier League | 10        | 0         | 0     | 0     | —          | —          | —     | —     | 10       | 0        |
| Minaj           | 2021–22  | Ukrán Premier League | 18        | 0         | 1     | 0     | —          | —          | —     | —     | 19       | 0        |
| Minaj           | Összesen | Összesen             | 28        | 0         | 1     | 0     | 0          | 0          | 0     | 0     | 29       | 0        |
| Budapest Honvéd | 2021–22  | NBI                  | 12        | 1         | 2     | 0     | —          | —          | —     | —     | 14       | 1        |
| Budapest Honvéd | Összesen | Összesen             | 12        | 1         | 2     | 0     | 0          | 0          | 0     | 0     | 14       | 1        |
| Istra 1961      | 2022–23  | HNL                  | 0         | 0         | 0     | 0     | —          | —          | —     | —     | 0        | 0        |
| Istra 1961      | Összesen | Összesen             | 0         | 0         | 0     | 0     | 0          | 0          | 0     | 0     | 0        | 0        |
| Összesen        | Összesen | Összesen             | 68        | 1         | 6     | 0     | 0          | 0          | 0     | 0     | 74       | 1        |

## További információ k
- Olekszandr Olekszandrovics Petruszenko adatlapja a Transfermarkt oldalon (angolul)
- Olekszandr Olekszandrovics Petruszenko adatlapja a Soccerway oldalon (angolul)